# George Smith (assyrioloog)
Dit overzicht is mogelijk incompleet; u kunt helpen door het uit te breiden.
George Smith (Londen, 26 maart 1840 – Aleppo, 19 augustus 1876) was een baanbrekend Engels assyrioloog die het Gilgamesj-epos ontdekte en voor het eerst vertaalde. Dit epos is een van de oudst bekende geschreven literaire werken.

## Leven en werk
Smith ging op zijn veertiende van school en begon te werken bij uitgever Bradbury & Evans als graveur. Hij was een vaste bezoeker van het British Museum en leerde spijkerschrift te ontcijferen door zelfstudie. Later ging hij werken voor het British Museum.

## Personage
Het personage Arthur Smyth of Koning Arthur van de Riolen en Sloppen uit de roman Er stromen rivieren in de lucht van Elif Shafak is duidelijk op George Smith gebaseerd.
- Bibliothèque nationale de France: cb151512403 (data)
- Gemeinsame Normdatei: 137454198
- International Standard Name Identifier: 0000 0001 1668 1179
- Library of Congress Control Number: no92032602
- Nationale Bibliotheek van Israël: 987007268136205171
- Nederlandse Thesaurus van Auteursnamen: 073908746
- Istituto Centrale per il Catalogo Unico: LO1V180697
- LIBRIS: 285160
- SNAC: w6f48hqw
- Système universitaire de documentation: 078090938
- Trove: 1059838
- Virtual International Authority File: 70959268
- WorldCat: E39PBJfMhBmR93YdWy7JYqHV4q